# Vandellòs i l'Hospitalet de l'Infant
Vandellòs i l'Hospitalet de l'Infant és un municipi de Catalunya situat a la comarca del Baix Camp, anomenat Vandellòs fins al 1990.

## Geografia
- Llista de topònims de Vandellòs i l'Hospitalet de l'Infant (Orografia: muntanyes, serres, collades, indrets..; hidrografia: rius, fonts...; edificis: cases, masies, esglésies, etc).

Es tracta del municipi més extens de la comarca i se situa a l'extrem sud-occidental d'aquesta. Limita amb la Ribera d'Ebre, al sud de la Serra de Llaberia. Té una extensió de 101'98 km². Limita amb Mont-roig per la banda de l'est, amb Pratdip pel nord-est, amb Tivissa, de la comarca de la Ribera d'Ebre, al nord i amb l'Ametlla de Mar, del Baix Ebre, al sud. Té un terreny molt accidentat a causa del braç de llevant de la Serralada Prelitoral catalana, en el punt on contacta amb el mar. El terme té la capçalera al Coll de Fatxes, i segueix per la vall mitjana del riu de Llastres, que més avall forma el límit amb Pratdip i Mont-roig. Aquesta vall està limitada per les serres de Montalt i de Llaberia, per la Serra de Santa Marina, amb la Mola de Remullà, de 589 metres, la Mola de Genessies, amb 711 metres i al nord els impressionants Dedalts de Vandellòs, que la separen del mar. La façana litoral la constitueixen els vessants sud-orientals dels Dedalts, drenats per diversos barrancs que aboquen tots directament al mar. Vandellòs té una costa extensa, que va des de la desembocadura del riu de Llastres, damunt de l'Hospitalet de l'Infant, fins al Cap de Terme, on aboca el Barranc del Codolar, que fa de límit amb el terme de l'Ametlla. A la platja s'obren diverses cales, i s'hi troben l'illot i la torre del Torn i la platja de l'Almadrava.

## Història

### Vandellòs
Vandellòs apareix esmentat ja el 1342 amb el nom de Vallis Laurorumi i el 1460 com Vall de Llor o de Llorer. Va formar part, durant la repoblació, del terme municipal de Tivissa i va quedar integrat el 1174 a la baronia de Castellvell. A partir del 1241, en casar-se una neta del senyor de Castellvell amb Berenguer d'Entença, la baronia va començar a ser coneguda com a baronia d'Entença. El 1324, Guillem d'Entença va cedir la baronia al rei Jaume el Just i va quedar integrada dins del comtat de Prades. El 1350 tenia una fortificació a la part més alta del poble, i el mateix any, l'Infant Pere, comte de Prades, deslliurà els veïns de Vandellòs de l'obligació d'ajudar a fortificar Tivissa amb la condició de col·laborar en les obres de fortificació del propi castell. Durant el segle xviii Vandellòs encara pertanya al terme de Tivissa, i estava sota la jurisdicció dels hereus del comte de Prades, i també hi tenien drets els bisbes de Barcelona. El 1813, les tropes del mariscal Louis Gabriel Suchet hi van sojornar quatre dies, van cometre moltes arbitrarietats i van saquejar la població, forçant els veïns a abandonar el poble. El 10 de març de 1818 el Consell de Castella accedí a la petició de Vandellòs de tenir municipi propi, i el 3 de maig, l'alcalde major de Tarragona va reunir els veïns del poble per nomenar el primer consistori, que va establir el mateix mes els límits del terme. El 1845 la població va sofrir greus desperfectes a causa d'un terratrèmol.

### L'Hospitalet de l'Infant
L'Hospitalet de l'Infant, situat a la dreta del riu de Llastres, va ser fundada per l'infant Pere d'Aragó i d'Anjou, fill de Jaume el Just i de Blanca de Nàpols, el 8 de novembre de 1344. El lloc escollit per bastir-lo era quasi equidistant de Tarragona i de Tortosa, dins del terme de Tivissa. Pere va aixecar l'edifici anomenat Hospital del Coll de Balaguer; edifici de planta quadrada de 54,6 metres de costat amb una torre de 18,5 metres a cadascun dels angles. Se'n conserven diverses arcades i el pou del pati, que encara dona aigua. L'intent de repoblació per part de Pere va fracassar fins que el 1362 el seu fill Joan de Prades va adquirir més terrenys per a l'hospital. Va ser devastat al segle xv, durant la Guerra Civil catalana. Es va reparar el 1527 pel Duc de Cardona Ferran I Joan. Pel desembre de 1640, degut a la Guerra dels Segadors, l'Hospitalet es va fortificar, al mateix temps que el Coll de Balaguer. Es va encarregar la defensa al comte de Savallà, però a la batalla del Coll de Balaguer, fugí davant del progrés de l'enemic, i hi va deixar abandonada una important documentació sobre la disposició de l'exèrcit català, que va donar molta informació als castellans. L'Hospitalet va ser ocupat, després d'una defensa més aviat simbòlica, davant la superioritat de l'enemic. El comandant castellà, el marquès de Los Vélez, va fer penjar nou defensors a la muralla. El 1800 els veïns de l'Hospitalet van demanar un batlle propi al duc de Medinaceli, però quan Vandellòs es va separar de Tivissa va passar a dependre de la primera.

## Prehistòria

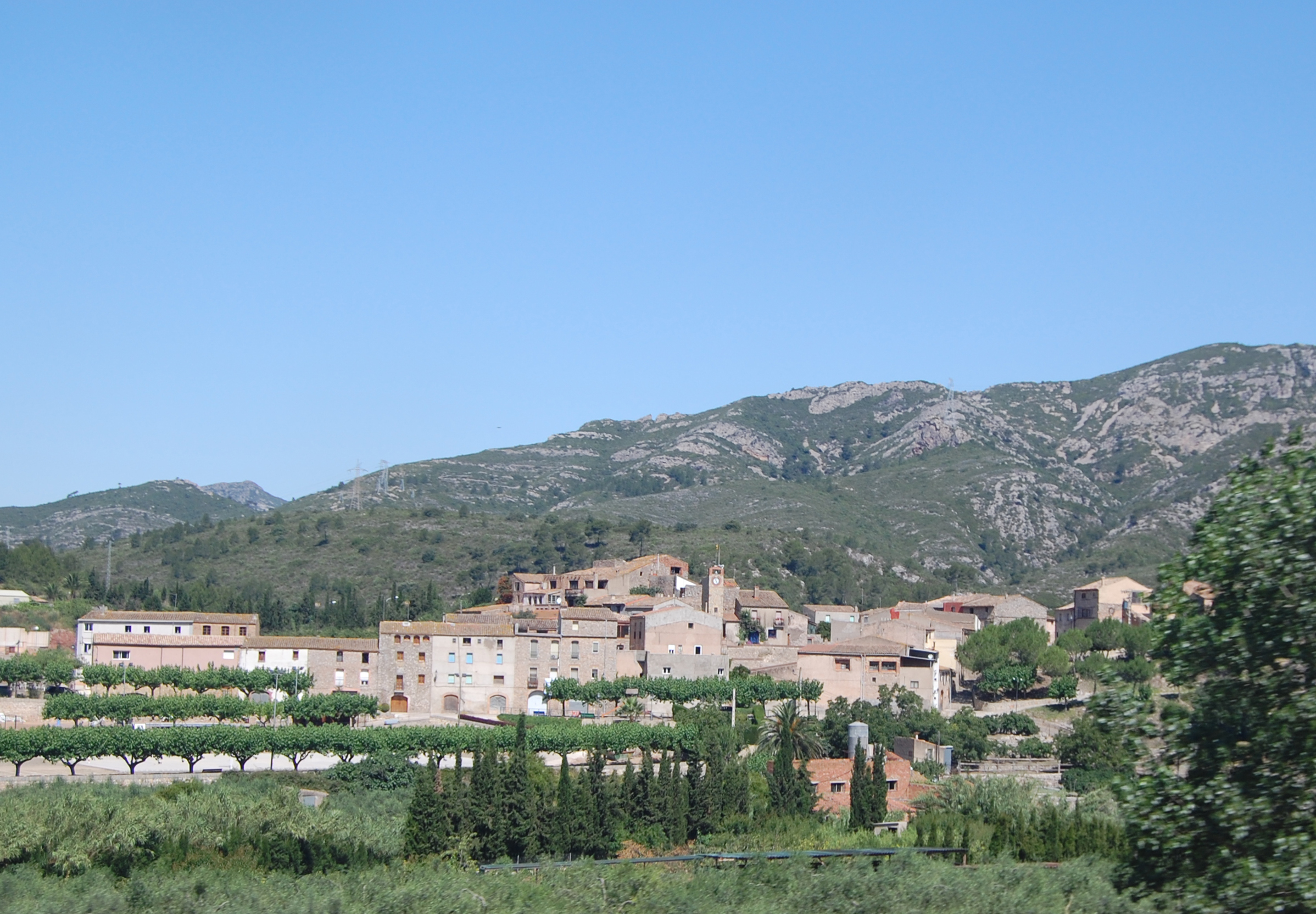
Masboquera

Dins del terme municipal de Vandellòs es van trobar, a la dècada dels anys 20, pintures rupestres de l'Estil Valencià, únic a Europa i declarat Patrimoni Mundial per la UNESCO l'any 1998 en reconeixement del seu valor inestimable com a testimoni de la capacitat intel·lectual humana. Es coneixen els santuaris pintats de Cova de l'Escoda, en la qual es troben les pintures més ben conservades, com la d'un bell exemplar de cérvol; la Cova del Racó d'en Perdigó, amb un fris en el qual apareixen pintats cinc caçadors brandint els seus arcs, l'arma identificativa; Cova de Carles, en la qual, malgrat el seu estat de conservació, es poden veure encara fragments de figures i algun motiu abstracte -exemples de l'anomenat "art esquemàtic"- que demostren la presència també dels grups neolítics i, finalment, la Balma del Roc que conserva un delicat cap de cabra. La cronologia per a aquestes manifestacions creencials oscil·la entre 10.000 i 6.600 anys d'antiguitat, en l'etapa epipaleolítica dels grups caçadors-recol·lectors del sector oriental peninsular i entre 6.500 i 3.500 anys per a les pintures dels grups productors. Pintures semblants són presents a Os de Balaguer, el Cogul, l'Albi, Tivissa, el Perelló, Rasquera i Ulldecona, segons l'Associació Catalana d'Art Prehistòric.

## Monuments i festes
- L'església parroquial de Vandellòs està dedicada a Sant Andreu. És un edifici de tres naus amb cúpula, d'estil renaixentista, construïda el 1773.
- També queden restes de les antigues fortificacions de l'Edat Mitjana. Es conserven algunes arcades de l'hospital del Coll de Balaguer, així com una de les seves torres i un antic pou.
- Hospital Medieval. Bé Cultural d'Interès Nacional (BCIN). Centre de visitants de l'Hospital del Coll de Balaguer. Arxivat 2018-03-11 a Wayback Machine.

- La festa major de Vandellòs se celebra el 26 de setembre, festivitat de Sant Cosme i Sant Damià.
- L'Hospitalet de l'Infant celebra les seves festes el 16 d'Agost, per la festivitat de Sant Roc.

## Economia
El turisme s'ha convertit en una de les principals fonts d'ingressos del municipi. S'han construït diversos equipaments com ara hotels i urbanitzacions. L'Hospitalet de l'Infant disposa d'un port esportiu amb 575 amarratges.
L'agricultura va ser durant molt de temps la base econòmica del municipi. Aquesta activitat, però, va passar a una posició secundària a partir de la construcció de la central nuclear de Vandellòs el 1972. Els cultius que encara romanen són principalment avellaners, ametllers i cereals.

## Demografia
| Entitat de població      | Habitants (2024) |
| l'Hospitalet de l'Infant | 5.977            |
| Vandellòs                | 809              |
| Masboquera               | 124              |
| Masriudoms               | 118              |
| l’Almadrava              | 54               |
| Font: Idescat            |                  |

| 1497 f | 1515 f | 1553 f | 1717 | 1787 | 1857  | 1877  | 1887  | 1900  | 1910  |
| ------ | ------ | ------ | ---- | ---- | ----- | ----- | ----- | ----- | ----- |
| 23     | 28     | 35     | -    | -    | 1.787 | 2.156 | 2.276 | 2.722 | 2.408 |

| 1920  | 1930  | 1940  | 1950  | 1960  | 1970  | 1981  | 1990  | 1992  | 1994  |
| ----- | ----- | ----- | ----- | ----- | ----- | ----- | ----- | ----- | ----- |
| 2.316 | 2.336 | 2.028 | 1.936 | 1.682 | 2.432 | 3.838 | 4.479 | 4.286 | 4.286 |

| 1996  | 1998  | 2000  | 2002  | 2004  | 2006  | 2008  | 2010  | 2012  | 2014  |
| ----- | ----- | ----- | ----- | ----- | ----- | ----- | ----- | ----- | ----- |
| 4.253 | 4.270 | 4.343 | 4.623 | 4.839 | 5.134 | 5.653 | 5.839 | 5.985 | 6.047 |

| 2016  | 2018  | 2020  | 2022  | 2024  | 2026 | 2028 | 2030 | 2032 | 2034 |
| ----- | ----- | ----- | ----- | ----- | ---- | ---- | ---- | ---- | ---- |
| 6.143 | 6.386 | 6.603 | 6.750 | 7.104 | -    | -    | -    | -    | -    |

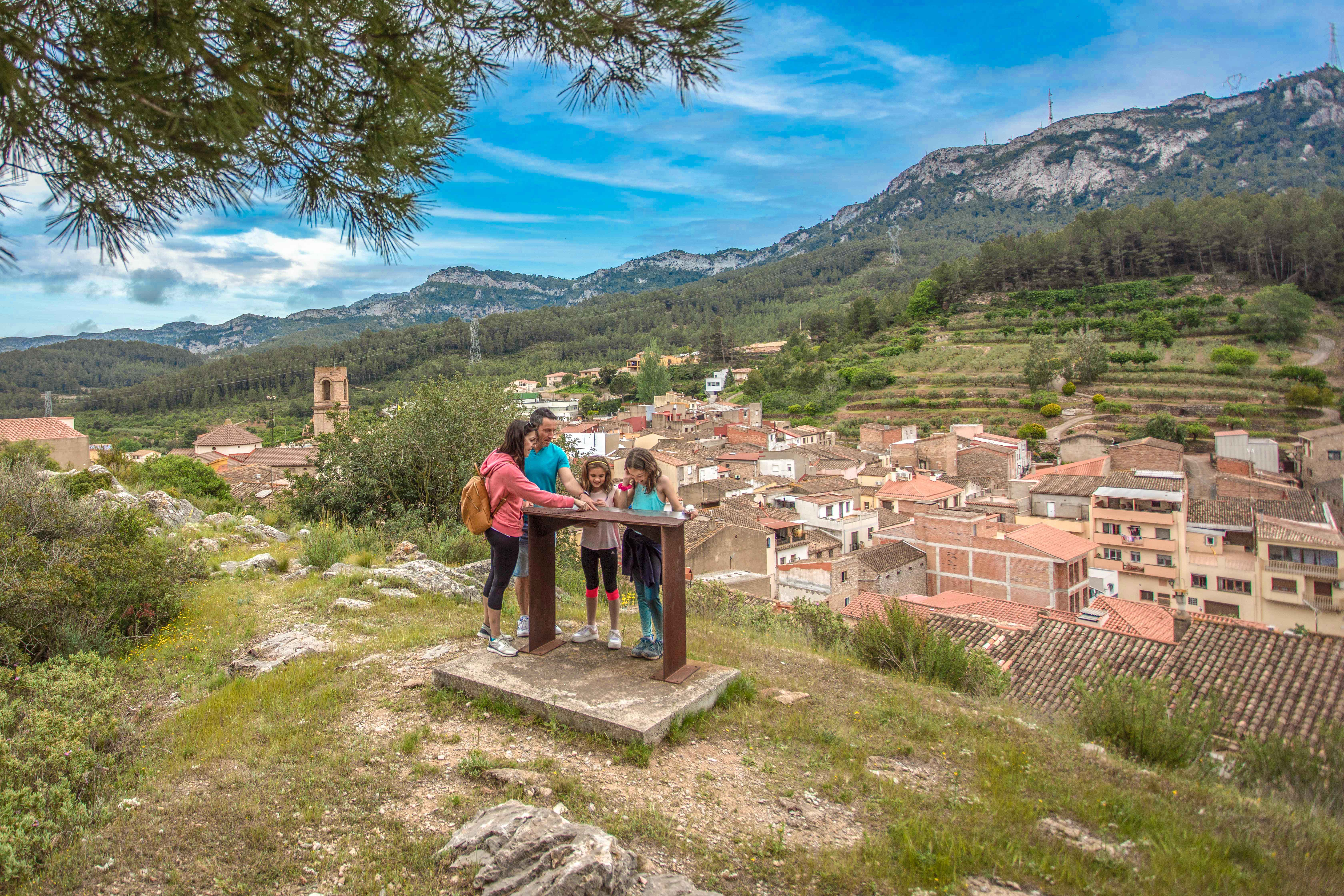
Turisme l'Hospitalet de l'Infant i la Vall de llors

El 1818 es va desagregar de Tivissa.

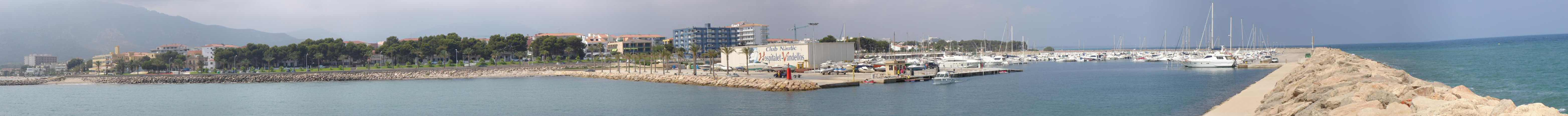
L'Hospitalet de l'Infant

## Política
Nombre de regidors per partit
| Junts | -      | -      | -          | -  | -  | -  | -  | -  | -  | -  | 2  | 5  |
| PSC | -      | 4      | 3          | 2  | 1  | 1  | 2  | 3  | 6  | 6  | 6  | 4  |
| PP | -      | -      | -          | 0  | 1  | 0  | 0  | 0  | 0  | 1  | 1  | 1  |
| ERC | -      | -      | -          | -  | 1  | 1  | 1  | 1  | 0  | 2  | 1  | 1  |
| ECP | -      | -      | -          | -  | 0  | -  | -  | -  | -  | -  | -  | -  |
| CUP | -      | -      | -          | -  | -  | -  | -  | -  | -  | -  | 1  | 1  |
| C's | -      | -      | -          | -  | -  | -  | -  | 0  | -  | -  | 1  | 0  |
| CiU | -      | 2      | 3          | 8  | 7  | 8  | 7  | 8  | 6  | 3  | -  | -  |
| UCD | 3      | -      | -          | -  | -  | -  | -  | -  | -  | -  | -  | -  |
| Altres | 5a; 3b | 4c; 1d | 2a; 2d; 1e | 1f | 1f | 1f | 1f | 1f | 1g | 1g | 1g | 1g |
| Total | 11     | 11     | 11         | 11 | 11 | 11 | 11 | 13 | 13 | 13 | 13 | 13 |
| a Candidatura Independent de Vandellòs; b Agrupación de Electores; c Independientes 1; d Independientes 2; e CDS; f Entesa d'Electors de l'Hospitalet de l'Infant - FIC; g FIC; |        |        |            |    |    |    |    |    |    |    |    |    |